# سی و پنجمین دوره جوایز تی‌سی‌ای
 سی و پنجمین دوره جوایز تی‌سی‌ای در تاریخ ۳ اوت ۲۰۱۹ در مراسمی توسط دیسوز نایس و کید مرو در هتل بورلی هیلتون در بورلی هیلز، کالیفرنیا برگزار خواهد شد. نامزدها توسط انجمن منتقدان تلویزیون (تی‌سی‌ای) در تاریخ ۱۹ ژون ۲۰۱۹ اعلام شدند.

## برندگان و نامزدها
| شاخه                                        | برنده                       | نامزدها |
| ------------------------------------------- | --------------------------- | --- |
| برنامه سال                                  | به زودی (به زودی)           | - چرنوبیل (اچ بی او) - فلیبگ (آمازون) - بازی تاج و تخت (HBO) - ژست (اف ایکس) - عروسک روسی (نتفلیکس) - وقتی ما را ببینند (نتفلیکس)                                                                                             |
| بهترین دستاورد در کمدی                      | به زودی (به زودی)           | - بری (HBO) - فلیبگ (Amazon) - جای خوب (NBC) - خانم میزل شگفت‌انگیز (آمازون) - عروسک روسی (Netflix) - شیتت کریک (Pop) - معاون رئیس‌جمهور (HBO)                                                                                  |
| بهترین دستاورد در درام                      | به زودی (به زودی)           | - بهتره با ساول تماس بگیری (AMC) - مبارزه خوب (CBS All Access) - هوم‌کامینگ (Amazon) - کشتن ایو (BBC America) - ژست (FX) - جانشینی (HBO)                                                                                       |
| بهترین دستاورد در فیلم‌ها و مینی‌سریال‌ها      | به زودی (به زودی)           | - چرنوبیل (HBO) - ددوود: فیلم (HBO) - فرار به دانمورا (Showtime) - Fosse/Verdon (FX) - چیزهای تیز (HBO) - وقتی ما را ببینند (Netflix)                                                                                         |
| بهترین برنامه جدید                          | به زودی (به زودی)           | - مرگ من (Netflix) - دوتای دیگر (Comedy Central) - ژست (FX) - عروسک روسی (Netflix) - جانشینی (HBO) - کاری که در سایه‌ها انجام می‌دهیم (FX)                                                                                      |
| دستاورد فردی در کمدی                        | به زودی - به زودی (به زودی) | - پاملا ادلون – چیزهای بهتر (FX) - بیل هیدر – بری (HBO) - جولیا لوئی درایفوس – معاون رئیس‌جمهور (HBO) - ناتاشا لیون – عروسک روسی (Netflix) - کاترین اوهارا – شیتت کریک (Pop) - فیبی والربریج– فلیبگ (Amazon)                   |
| دستاورد فردی در درام                        | به زودی - به زودی (به زودی) | - ایمی آدامز – چیزهای تیز (HBO) - پاتریشیا آرکت – فرار به دانمورا(Showtime) - کریستین بارانسکی – مبارزه خوب (CBS All Access) - جودی کومر – کشتن ایو (BBC America) - بیلی پورتر – ژست (FX) - مایکل ویلیامز – Fosse/Verdon (FX) |
| بهترین دستاورد در اخبار و اطلاعات           | به زودی (به زودی)           | - ۶۰ دقیقه (CBS) - آمریکای من (Starz) - ترک نورلند (HBO) - سیاره ما (Netflix) - نمایش راشل مدو(MSNBC) - باقی مانده آر. کلی (Lifetime)                                                                                         |
| بهترین دستاورد در برنامه‌های تلویزیونی متنوع | به زودی (به زودی)           | - دیسوز و مرو (Showtime) - استخوان قدامی کامل با سامانتا بی (TBS) - فکر می‌کنم باید تیم رابینسون رو تنها بذاری. (Netflix) - هفته پیش امشب با جان اولیور (HBO) - نیمه شب با سث میرز (NBC) - د لیت شو ویت استیون کلبر (CBS)      |
| بهترین دستاورد در تلویزیون واقع نما         | به زودی (به زودی)           | - نمایش بزرگ کیک پزی بریتانیایی (PBS) - ساخت آن (NBC) - ایول! (Netflix) - چشم عجیب (Netflix) - نمک، چربی، اسید، حرارت (Netflix) - درگیر بودن با ماری کاندو (Netflix)                                                          |
| بهترین دستاورد در تلویزیون جوانان           | به زودی (به زودی)           | - آرتور (PBS Kids) - کارمن ساندیگو (Netflix) - همسایهٔ دنیل تایگر (PBS Kids) - نوزادانی که از سرما تغذیه می‌کنند (Disney Junior) - گروه عجیب و غریب (PBS Kids) - سسمی استریت (HBO)                                              |
| جایزه میراث                                 | به زودی                     | به زودی |
| جایزه موفقیت شغلی                           | به زودی                     | به زودی |

### سریال‌هایی با چند نامزدی
سریال‌هایی که شامل چند نامزدی برای دریافت جایزه شدند:
| تعداد نامزدی‌ها | گیرنده            |
| -------------- | ----------------- |
| ۴              | ژست               |
| ۴              | عروسک روسی        |
| ۳              | فلیبگ             |
| ۲              | بری               |
| ۲              | چرنوبیل           |
| ۲              | فرار به دانمورا   |
| ۲              | Fosse / Verdon    |
| ۲              | مبارزه خوب        |
| ۲              | کشتن ایو          |
| ۲              | شیتت کریک         |
| ۲              | چیزهای تیز        |
| ۲              | جانشینی           |
| ۲              | معاون رئیس‌جمهور   |
| ۲              | وقتی ما را ببینند |